# Pour le Mérite
Pour le Mérite, ([puʁ lə me.ʁit]) conocida informalmente como el Max Azul o Blauer Max, fue la máxima condecoración militar concedida por Prusia y luego por Alemania durante la Primera Guerra Mundial.
Esta condecoración fue creada en el Reino de Prusia en 1740 y nombrada en francés (el idioma de la corte real) por el mérito. Hasta 1810, la condecoración era un honor tanto militar como civil, pero en enero de ese mismo año, el rey prusiano Federico Guillermo III decretó que solo podría concederse a personal militar en activo.
En 1842, el rey prusiano Federico Guillermo IV creó la llamada clase de paz de la condecoración, la Pour le Mérite für Wissenschaften und Künste (Condecoración Pour le Mérite para las Ciencias y las Artes), con tres secciones: humanidades, ciencias naturales y bellas artes. Una de las más famosas artistas que recibió la clase de paz de la Pour le Mérite fue Käthe Kollwitz (aunque los nazis se la retiraron posteriormente).
En 1866 se estableció una versión especial militar de Gran Cruz.
Fue durante la Primera Guerra Mundial cuando esta condecoración se hizo famosa internacionalmente. Aunque podía ser otorgada a cualquier oficial militar, sus condecorados más famosos fueron los pilotos de combate. En la guerra aérea, un piloto de caza era nominado inicialmente para el premio tras abatir ocho aviones enemigos. El as del aire Max Immelmann fue el primer piloto en recibir la condecoración, tras lo cual empezó a ser conocida entre los demás pilotos, por su color y su beneficiario, como el Max Azul (en alemán, Blauer Max).
El número de aviones derribados necesarios para optar a la medalla continuó incrementándose a lo largo de la guerra, llegándose finalmente a exigir el derribo de veinte aviones enemigos.
De todas formas, la condecoración no perdió su carácter elitista y aristocrático: un tercio de los condecorados en la Primera Guerra Mundial eran generales o almirantes.
Los condecorados con un Max Azul estaban obligados a lucir la medalla, consistente en una Cruz de Malta con águilas entre los brazos, así como el monograma real y las palabras Pour le Mérite en la cruz, siempre que fueran de uniforme.
Algunos famosos condecorados con el Max Azul son Manfred von Richthofen, más conocido como el «Barón Rojo», el «Zorro del desierto» Erwin Rommel, el general Ferdinand Schörner, el comandante Oswald Boelcke, considerado el padre de la fuerza aérea alemana, y Hermann Göring, que posteriormente se convertiría en uno de los más importantes líderes del Tercer Reich. El último ganador de la Pour le Mérite fue el novelista Ernst Jünger (y la última persona condecorada en morir), muerto en 1998 y que, con 23 años, fue también la persona más joven en recibir la preciada condecoración.
La medalla fue abolida tras la abdicación del Káiser Guillermo II el 9 de noviembre de 1918.
En 1952, el presidente de la Alemania Occidental, Theodor Heuss, revivió la clase de paz de la condecoración como una organización autónoma bajo la protección del presidente alemán (pero no como condecoración de Estado, a diferencia de la Bundesverdienstkreuz).

## Clase civil
En 1842, el rey Federico Guillermo IV de Prusia, siguiendo el consejo de Alexander von Humboldt, fundó una clase civil separada de la orden, la Orden Pour le Mérite para las Ciencias y las Artes (Orden Pour le Mérite für Wissenschaften und Künste), con el Tres secciones: humanidades, ciencias naturales y bellas artes. Cuando se produjo una vacante, la Academia de Artes y Ciencias nominó a tres candidatos, uno de los cuales fue nombrado por el rey.
En noviembre de 1918, el Reino de Prusia llegó a su fin, y con ello el patrocinio de ese estado de Pour le Mérite. Sin embargo, a diferencia de la clase militar de la orden, la clase de la orden de logros en las artes y las ciencias no llegó a su fin. Los miembros restablecieron su orden como una organización autónoma, con reglas y procesos revisados para la nominación.
La adjudicación de nuevas caballerías se reanudó en 1923. Entre los beneficiarios se incluyen Albert Einstein (1923), Käthe Kollwitz (1929) y Ernst Barlach (1933).
Durante la era del nacionalsocialismo en Alemania (1933–45), la orden fue reabsorbida por el sistema de honores del estado, y la lista de sus miembros fue revisada de acuerdo con las políticas del nuevo gobierno. Un número de judíos y otros disidentes o "enemigos" percibidos del estado fueron privados de sus premios por el régimen nazi, incluidos Einstein (quien renunció a su afiliación en la orden en 1933, y rechazó las invitaciones para renovarla después de la guerra), Kollwitz y Barlach. Tales acciones fueron luego repudiadas por la orden y el gobierno alemán de posguerra.
En 1952, con la asistencia del presidente de Alemania Occidental, Theodor Heuss, la orden fue nuevamente restablecida, ahora como una organización independiente con reconocimiento estatal y el presidente de la República Federal Alemana como Protector de la Orden. Sin embargo, a diferencia del Bundesverdienstkreuz (Cruz Federal de Mérito) también establecido por Heuss, no es una orden estatal.
La revivida orden civil de la Pour le Mérite se otorga por logros en las artes y las ciencias. La afiliación activa está limitada a 40 ciudadanos alemanes, diez de cada uno en los campos de humanidades, ciencias naturales, medicina y artes. La caballería honoraria puede ser otorgada a extranjeros, nuevamente hasta el límite de 40. Cuando ocurre una vacante, los miembros restantes seleccionan un nuevo miembro.